# تمرين العقلة العالي

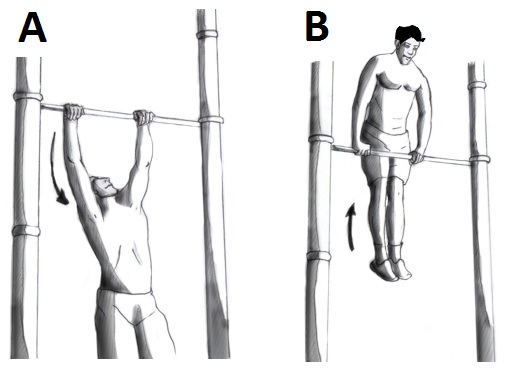
رسم تخطيطي لتمرين العقلة العالي

رجل يتمرن بتمرين العقلة العالي

تمرين العقلة العالي هو تمرين متقدم لتمارين القوة يدخل ضمن مجال الجمبازيات. وهو تمرين يجمع بين العقلة متبوعًا بتمرين الغطس. يمكن اجراؤه على العقلة أو الحلقات الجمبازية.

## الطريقة
يبدأ تمرين العقلة العالي بيدين (اليد لغة: من المنكب إِلى أَطراف الأَصابع) ممتدتين فوق الرأس، وقبضة على مسكة بوضعية العقلة. وعادة ما تكون المسكة على القضيب المعدني أو الحلقات الجمبازية.
ثم  تسحب اليدان الجسم فجأة في تمرين شد الجسم العمودي بسرعة أكبر من شد الجسم العمودي العادي. عندما يقترب الشريط من الصدر العلوي، يُحريك المعصمين بسرعة لجلب الساعدين فوق الشريط. يميل الجسم للأمام، وتُفعل العضلات ثلاثية الرؤوس بالانحراف. ويعتبر التمرين كاملاً عندما يصل الشريط إلى مستوى الخصر وتكون اليدين مستقيمتين تمامًا.
تنثني اليدان عند الكوع، وينزل الجسم إلى الأرض، ويمكن تكرار التمرين.
أما تمرينًا متقدمًا نسبيًا، عادةً ما يجري تعلم التمرين أولاً بحبل المقاومة. تتأرجح الأرجل لأعلى وتوفر الزخم للمساعدة في القوة الصاعدة المتفجرة اللازمة للصعود فوق القضيب المعدني. يمكن للرياضيين الأكثر تقدمًا تمرين العقلة العالي ببطء، دون أي قفزة و بالوقوف ثابتًا، مع ارسال القدمين إلى الأمام أكثر من العارضة.

## موضع القبضة والمعصم
على العارضة، تثبت قبضة السحب المغلقة على وضع إبهام اليد في الجانب المقابل لبقية الأصابع على العارضة. عند استخدام الحلقات، يجب استخدام وضع متقدم يعرف بـ "القبضة الزائفة" من أجل الانتقال بسلاسة من تمرين السحب إلى تمرين الانخفاض.

## استهداف العضلات
يستهدف تمرين العقلة العالي عددًا كبيرًا من مجموعات العضلات في الظهر والكتفين واليدين ومنطقة الوسط في الجسم. يأتي القوة الرئيسية في تمرين السحب من عضلة الظهر العريضة والعضلة ثنائية الرؤوس. نشترك منطقة الوسط بأكملها في هذا الحركة أيضًا من أجل تثبيت الانتقال. بمجرد العبور فوق العارضة، توفر العضلة ثلاثية الرؤوس معظم القوة لحركة الارتفاع النهائية. يشترك الجزء العلوي من الصدر والجزء السفلي من الصدر أيضًا حيث يوفر كمية كبيرة من الضغط عندما يكون الرياضي فوق العارضة أو الحلقة.

## أرقام قياسية عالمية
- أكثر عدد من التمارين المتتالية على العارضة.: 32 من ماكسيم تروخونوفتس ( بيلاروسيا ) 2021. [1]

- أكثر عدد من التمارين المتتالية على العارضة.: 20 من Simen Solberg Uriansrud ( النرويج ) 2021. [2]

## أنظر أيضا
- تمرين العقلة
- جمبازيات
- العضلة الصدرية الكبيرة